# Genesaret

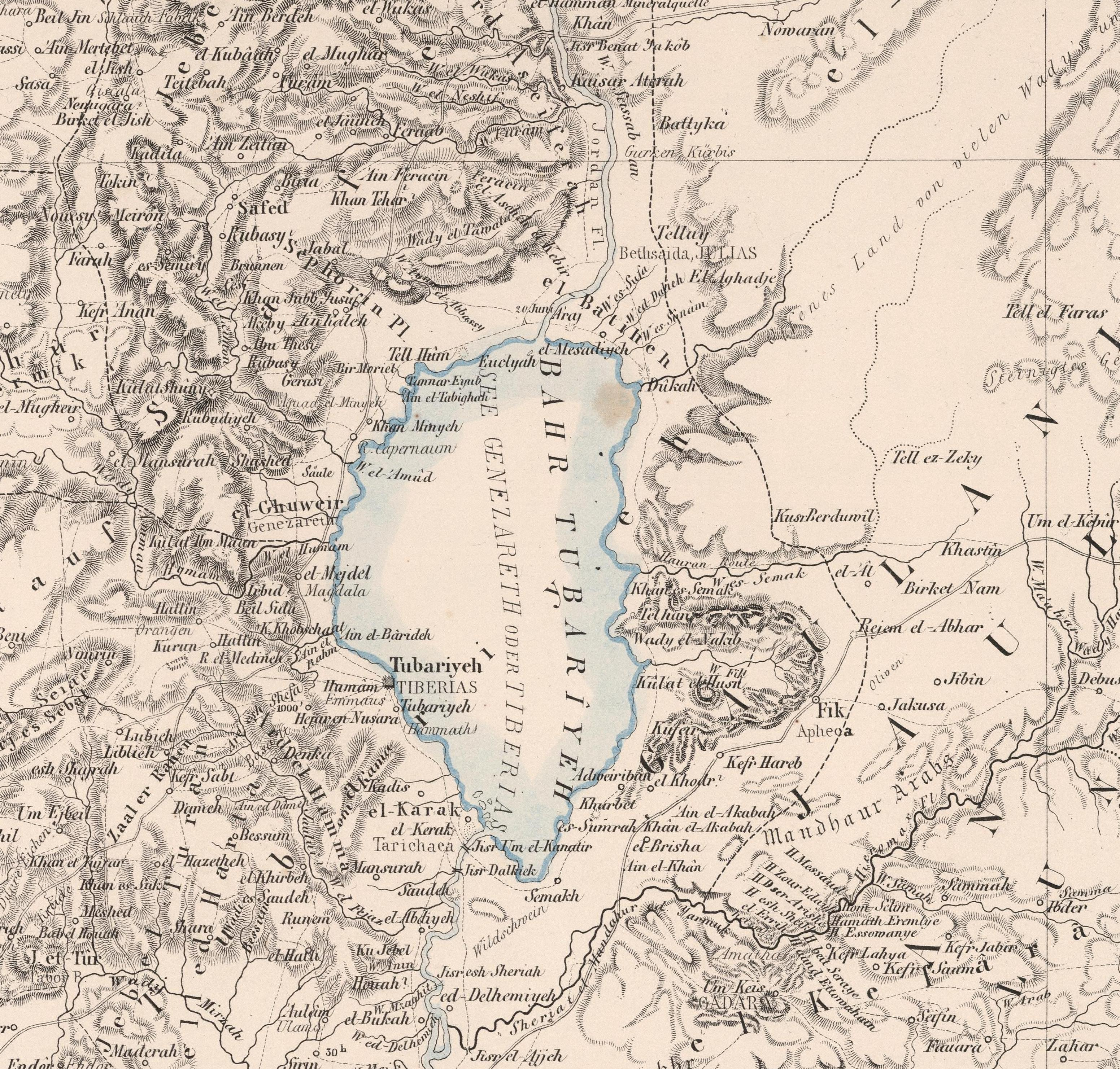
Genesaret, citata come el-Ghuweir e Genezareth, in una mappa del 1850 (sulla sponda sinistra del lago)

Genesaret era una città situata sulla costa nordoccidentale del Lago di Tiberiade, che è detto infatti anche "Lago di Genesaret" o anche solo "Genesaret". È citata più volte nella Bibbia, in fonti egizie (la lista delle città conquistate da Thutmose III a Karnak e il papiro 1116A, risalente alla XVIII dinastia) e anche nel poema di Aqhat, antico retaggio della cultura ugaritica, che è probabilmente ambientato nella zona.

## Etimologia
Nell'Antico Testamento, il toponimo si trova nelle forme Chinarot, Chinneret o Kinnereth; nel Nuovo Testamento è presente l'adattamento grecizzato, Gennesaret, Genesaret o Genesar. Secondo alcune fonti, il significato del nome sarebbe "dalla forma di arpa", mentre secondo altre si tratterebbe di un composto dell'ebraico gan ("giardini") con un nome proprio o con il termine sanna ("principe", quindi "giardini principeschi").

## Sito
Una città fortificata, situata circa a metà strada fra Cafarnao e Magdala, esisteva già nell'età del bronzo, e grazie alla sua posizione strategica dominava la Via Maris, che collegava l'Egitto alla Siria. Il suolo era detto essere molto fertile, e i suoi frutti erano noti in tutta la Galilea per la loro bontà, tanto che nei periodi di festa non era permessa la loro importazione a Gerusalemme, per evitare che la gente accorresse solo per assaggiarli.
Il luogo, identificato da Gustaf Dalman nel 1921 e poi da William Albright nel 1923, oggi è un tell, noto in arabo come Tell el-'Oreimeh e in ebraico come Tel Kinrot; un altro nome con cui è noto il sito è el-Ghuweir. Un moderno kibbutz israeliano, quello di Ginosar, sorge nei pressi.

## Nella Bibbia
Il sito è citato in Gs11:1-3 e 19:35, oltre che in diversi altri passaggi, nei quali però il nome fa sempre riferimento al lago (Nm34:11, Dt3:17, Gs12:3 e 13:27) o alla regione circostante 1Re15:20). Il nome appare poi in Mt14:34 e Mc6:53, al termine del racconto della camminata sull'acqua, quando Gesù approda a Genesaret con la barca con i suoi discepoli, e vi opera molte guarigioni.